# Stary Waliszew
Stary Waliszew – wieś w Polsce położona w województwie łódzkim, w powiecie łowickim, w gminie Bielawy leżąca na trasie ścieżki rowerowej nr.1.
W latach 1975–1998 miejscowość administracyjnie należała do województwa skierniewickiego.
Miejscowość jest siedzibą rzymskokatolickiej parafii Narodzenia NMP.
Waliszew po raz pierwszy został wzmiankowany w 1386. Właścicielami wsi byli Waliszewscy herbu Leszczyc.
W Starym Waliszewie urodził się Henryk Jabłoński – historyk, profesor UW oraz Wojskowej Akademii Politycznej, generał brygady Wojska Polskiego, przewodniczący Rady Państwa. Ze Starego Waliszewa pochodzą też Wojciech Olejniczak – były poseł Parlamentu Europejskiego oraz Cezary Olejniczak – poseł na Sejm RP w latach 2011-2015.

## Organizacje
We wsi znajduje się Zespół Szkół Stowarzyszenia Rozwoju Wsi Waliszew i Okolic im. Jana Pawła II w Starym Waliszewie, który prowadzi przedszkole, szkołę podstawową i gimnazjum. Szkoła powstała w 1927 roku, a jej pierwszym kierownikiem w okresie PRL był Leonard Podworski.
W Starym Waliszewie mieści się również siedziba Stowarzyszenia Rozwoju Wsi Waliszew i Okolic, którego prezesem jest Cezary Olejniczak. Misją tej organizacji jest szerzenie oświaty w środowisku wiejskim oraz pomoc ubogim i potrzebującym.
Na terenie miejscowości działają Ochotnicza Straż Pożarna oraz Koło Gospodyń Wiejskich. Ochotnicza Straż Pożarna w Starym Waliszewie działa od maja 1916 roku, a jej założycielami byli: Jan Gostyński, Mateusz Łukasik, Józef Mateja, Antoni Olejniczak, Zygmunt Stefankiewicz oraz Wincenty Wojciechowski.

## Zabytki
W miejscowości znajduje się kilka obiektów wpisanych na listę zabytków:
- zespół kościoła parafialnego pw. św. Witalisa, XVIII-XIX[10]:
- kościół, drewniany, nr rej.: 120-VI-29 z 18.01.1962 oraz 120 z 25.08.1967
- dzwonnica, drewniana, nr rej.: 121-VI-30 z 18.01.1962 oraz 121 z 25.08.1967
- kaplica, nr rej.: 618 z 25.08.1967
- cmentarz kościelny, nr rej.: 986 A z 6.02.1995
- cmentarz rzymskokatolicki, 2 poł. XVIII, nr rej.: 837 z 19.12.1991[8]
- cmentarz wojenny z II wojny światowej, nr rej.: 895 z 21.12.1992[8]

## Galeria

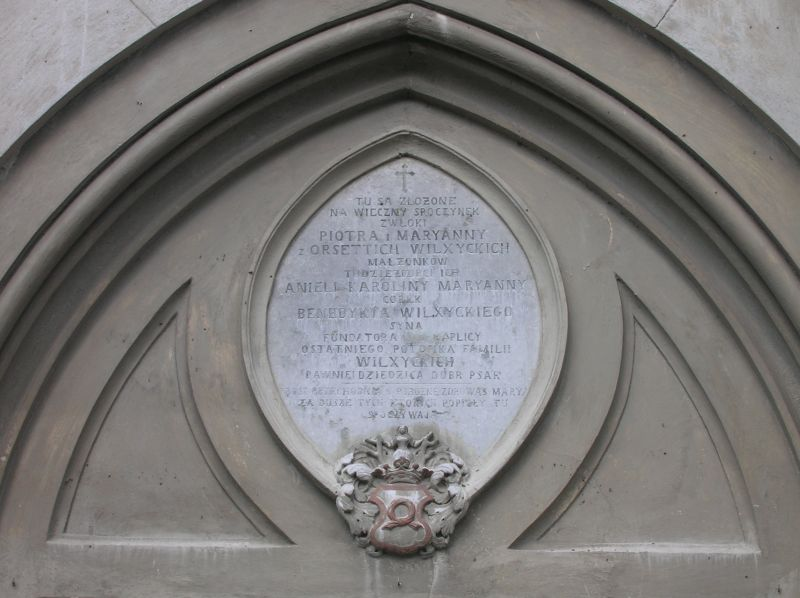
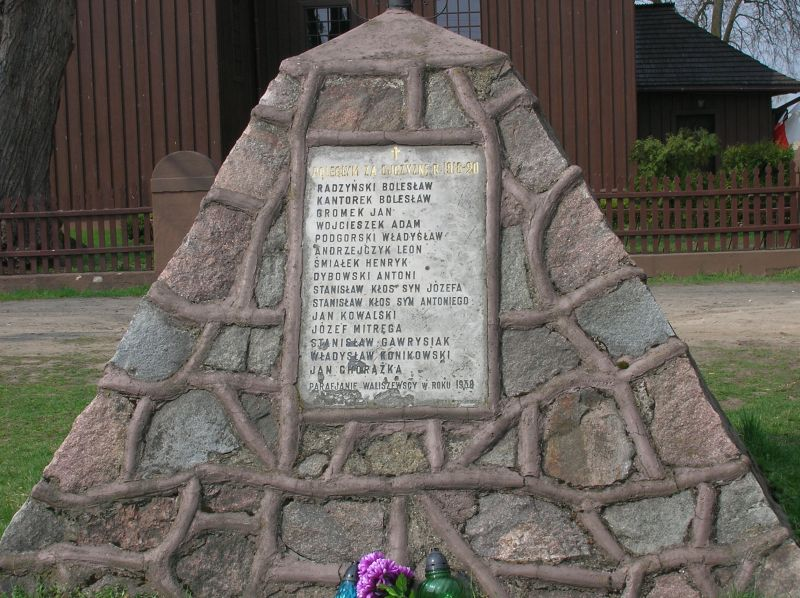
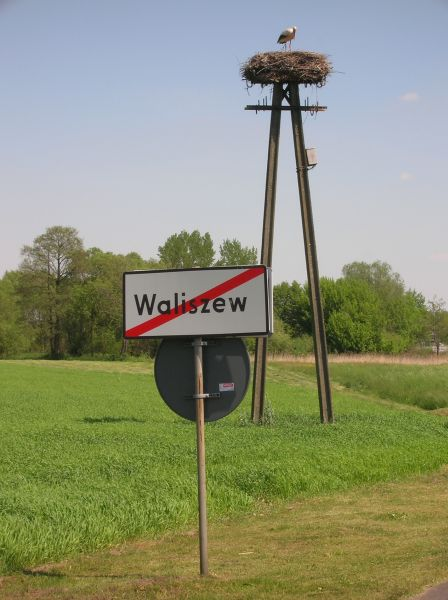